# Blind Boone
Pour les articles homonymes, voir John Boone et Boone.
John William « Blind » Bonne était un compositeur de musique et pianiste aveugle américain né en 1864. Il est considéré comme un des pionniers du ragtime. Malgré sa cécité, il fut capable de faire publier des morceaux recherchés. Son œuvre est composée d'une vingtaine de pièces. Il décéda en 1927 à l'âge de 64 ans dans le Missouri.

## Liste des compositions
- 1880 : The Marshfield Tornado
- 1886 : Cleo
- 1891 : Whippoorwill - Romance for Pianoforte
- 1892 : When I Meet Dat Coon To-Night
- 1892 : Whar Shill We Go When de Great Day Comes
- 1893 : Grand Valse de Concert, Opus 13
- 1893 : Caprice de Concert, Number 1
- 1893 : Caprice de Concert, Number 2
- 1893 : Dinah's Barbecue
- 1893 : You Can't Go to Gloria
- 1894 : Melons Cool and Green
- 1894 : Sparks
- 1894 : That Little German Band
- 1899 : Dat Mornin' in de Sky
- 1902 : Caprice de Concert, Number 3 (Dance des Nègres)
- 1907 : Aurora - Waltz
- 1908 : Geo'gia Melon

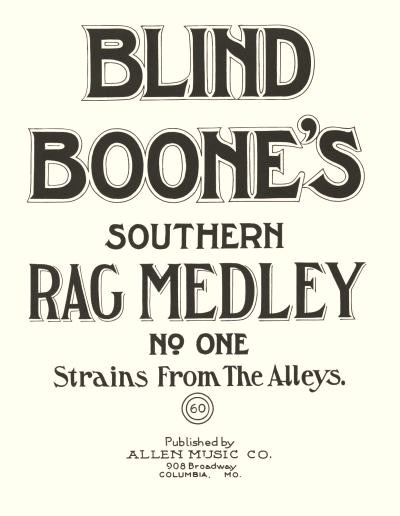

- 1908 : Blind Boone's Ragtime Medley #1 - Strains from the Alleys
- 1909 : Blind Boone's Ragtime Medley #2 - Strains from the Flat Branch
- 1909 : Last Dream - Waltzes
- 1912 : Gavotte Chromatique
- 1912 : Woodland Murmurs
- 1913 : Love Feast